# Stapenberg

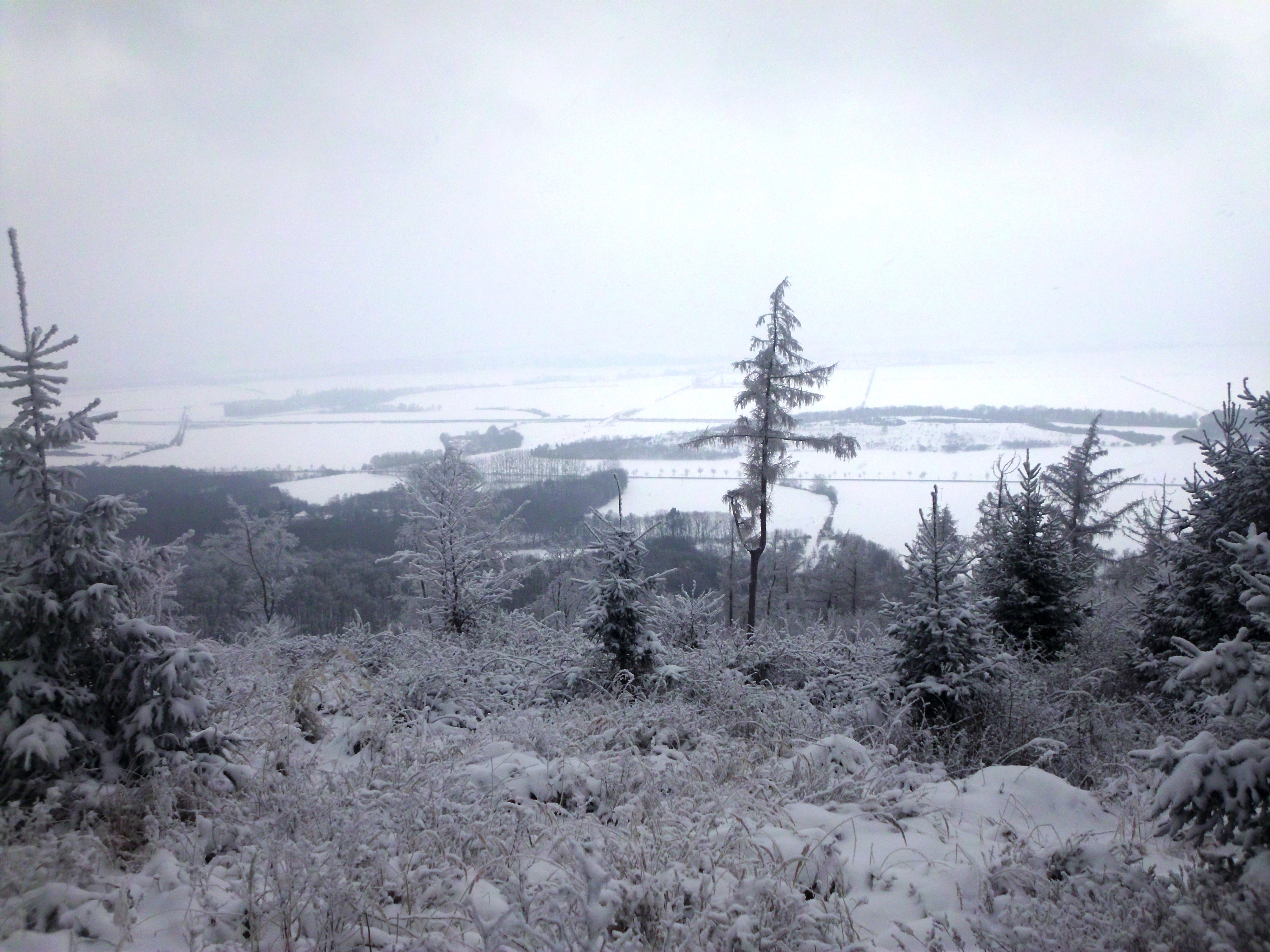
Blick vom Stapenberg nach Norden in die Landschaft zwischen Benzingerode und Wernigerode

Der Stapenberg ist ein 443,4 m ü. NHN hoher Bergsporn im Harz bei Benzingerode im Landkreis Harz, Sachsen-Anhalt (Deutschland).

## Geographie

### Lage
Der Stapenberg liegt am Nordrand des Harzes im Naturpark Harz/Sachsen-Anhalt. Er erhebt sich südwestlich des Wernigeröder Ortsteils Benzingerode. Nach Norden fällt seine Landschaft in das nördliche Harzvorland ab. Ostsüdöstlich des Sporns entspringt der kleine Limbach als Zufluss des durch Benzingerode fließenden Hellbachs.

### Naturräumliche Zuordnung
Der Stapenberg gehört in der naturräumlichen Haupteinheitengruppe Harz (Nr. 38), in der Haupteinheit Unterharz (382) und in der Untereinheit Unterharz-Nordrand (382.6) zum Naturraum Benzingeroder Harzrand (382.60). Nach Süden leitet die Landschaft in die Untereinheit Hasselfelder Hochfläche (382.2) über. Nach Norden fällt sie in den Naturraum Blankenburger Vorberge (5102.50) ab, der in der Haupteinheitengruppe Nördliches Harzvorland (Nr. 51) und in der Haupteinheit Blankenburger Harzvorland (5102) zur Untereinheit Ballenstedter und Blankenburger Vorberge (5102.5) zählt.

## Geschichte
Der Stapenberg befand sich bis 1470 im Besitz des Ritters Hans Knauth.

## Schutzgebiete
Auf dem Stapenberg liegen Teile des Landschaftsschutzgebiets Harz und Vorländer (CDDA-Nr. 20784; 1968 ausgewiesen; 1587,7836 km² groß), des Fauna-Flora-Habitat-Gebiets Laubwaldgebiet zwischen Wernigerode und Blankenburg (FFH-Nr. 4231-301; 36,15 km²) und des Vogelschutzgebiets zwischen Wernigerode und Blankenburg (VSG-Nr. 4231-401; 36,13 km²).

## Aussichtsmöglichkeit und Wandern
Der Stapenberg ist durch seine Aussicht zum Brocken und auf das nördliche Harzvorland zwischen Wernigerode und Heimburg bekannt, die sich durch Holzeinschlag in der Gipfelregion derzeit bietet. Über den Bergsporn verläuft, von Benzingerode kommend, ein steil ansteigender Wanderweg zum Hermannsweg und weiter zum Schloss Wernigerode oder nach Elbingerode. Auf dem Sporngipfel befindet sich die Stempelstelle 33 der Harzer Wandernadel.